# Юрактау (Стерлитамакский район)
Юракта́у (баш. Йөрәктау) — деревня в Стерлитамакском районе Башкортостана, входит в состав Алатанинского сельсовета.

## Население
| 2002 | 2009 | 2010 |
| ---- | ---- | ---- |
| 175  | ↗227 | ↘221 |

## География
Деревня находится на берегу реки Белая.

### Географическое положение
Расстояние до:
- районного центра (Стерлитамак): 28 км,
- центра сельсовета (Алатана): 3 км,
- ближайшей ж/д станции (Стерлитамак): 28 км.

### Национальный состав
Согласно переписи 2002 года, преобладающая национальность — башкиры (87 %).

## Известные уроженцы
- Мирзанов, Бахтияр Гумерович (1892—1941) — башкирский и татарский советский поэт[5][6].